# Maylandia lombardoi

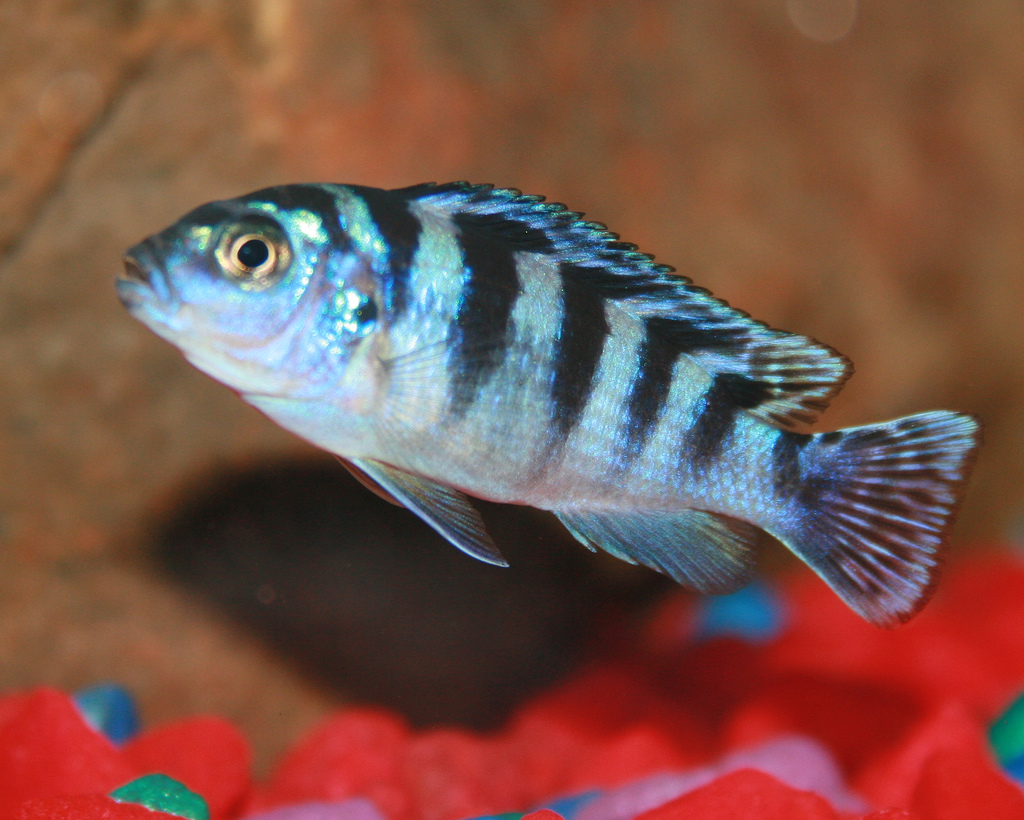
Maylandia lombardoi, Weibchen

Maylandia lombardoi (Syn.: Pseudotropheus lombardoi (im Handel auch unter der Bezeichnung Pseudotropheus liliancinius)) ist ein Buntbarsch aus Afrika, welcher 1977 von Burgess beschrieben wurde. Seinen Namen erhielt der Fisch zu Ehren des amerikanischen Importeurs John Lombardo.

## Vorkommen und Lebensraum
Maylandia lombardoi ist ein Endemit. Er bewohnt das Ufergelände des Malawisees und der Steilküste der Mbenji-Inseln. Die Wassertemperatur beträgt 24–28 °C. Zudem ist das Wasser leicht basisch (pH 7,5–8,0).

## Merkmale
Die Länge des Fisches beträgt ca. 12 cm. Das Männchen ist gelb und trägt einen oder mehrere „Eiflecken“ an der Afterflosse. Das Weibchen ist hellblau und schwarz gestreift (quer). Zudem trägt das Weibchen keinen „Eifleck“ an der Afterflosse.

## Sexualverhalten und Brut
Das Weibchen legt seine Eier, die es nach der Befruchtung sofort in den Mund nimmt und dort ca. vier Wochen brütet (Maulbrüter). Nach dieser Inkubationszeit verlassen die Jungtiere das Maul.

## Haltung als Zier- und Zuchtfisch
Maylandia lombardoi wird in Europa als Zierfisch gehalten. Es sollte darauf geachtet werden, dass genügend Platz vorhanden ist (ca. 500 l). Außerdem ist der Fisch aggressiv gegenüber anderen Arten, deshalb sollte er nicht in Gesellschaftsbecken gehalten werden (Ausnahme: Andere afrikanische Seebuntbarsche).